# Roberto Porta
Roberto Porta (Montevideo, 7 giugno 1913 – Buenos Aires, 2 gennaio 1984) è stato un allenatore di calcio e calciatore uruguaiano naturalizzato italiano, di ruolo attaccante.

## Carriera

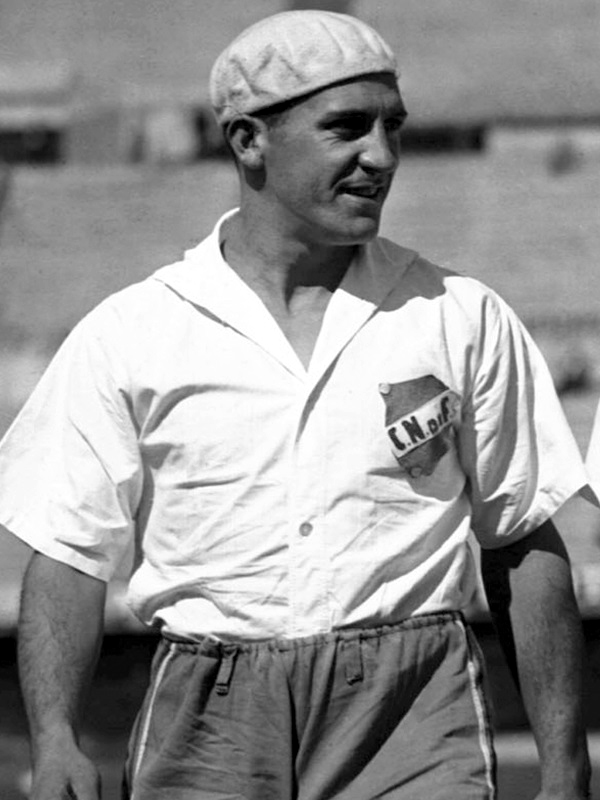
Porta giocatore del, foto collocabile tra gli anni 30 e gli anni 40

Nipote della bandiera del Nacional degli anni dieci Abdón Porte, Roberto Porta si affaccia nel mondo del calcio nello stesso club dello zio. Il suo esordio con la maglia dei tricolores avviene in un'amichevole disputata contro il Central il 24 novembre 1928. Due anni dopo viene inserito nella prima squadra e nel 1931 (dopo un anno di stop del campionato, dovuto ai mondiali del 1930) Roberto Porta gioca la sua prima stagione nel campionato uruguaiano.
Nello stesso 1931 lascia però i tricolores e, unitamente al compagno di squadra Enrique Fernández, va in Argentina all'Independiente. Nel 1934 Porta viene acquistato dall'Ambrosiana-Inter, insieme al cognato Ricardo Faccio. Coi nerazzurri disputa 2 stagioni, collezionando 57 presenze e 13 goal (di cui 53 presenze e 12 goal in campionato).
Nel 1936 fa ritorno in Uruguay, vestendo di nuovo la maglia del Nacional. Porta diviene in breve tempo  uno dei pilastri dei tricolores: insieme a Luis Ernesto Castro, Aníbal Ciocca, Atilio García e Bibiano Zapirain, Porta compone il formidabile quintetto d'attacco che dal 1939 al 1943 vince 5 titoli nazionali consecutivi.
Nel 1946, dopo un ultimo titolo vinto con il Nacional (in totale 133 goal in 310 partite), Porta chiude la sua carriera agonistica.

### Nazionale
Nei due anni in Italia conquista anche la cittadinanza italiana. Ed è proprio con la nazionale italiana che Porta disputa la sua prima partita in una selezione nazionale, contro l'Ungheria a Milano il 24 novembre 1935, incontro valevole per la Coppa Internazionale 1933-1935: la partita finisce 2-2, risultato che permette all'Italia di vincere il trofeo. È l'unica presenza di Porta con la maglia azzurra..
Nel 1937, Porta fa il suo esordio con la nazionale uruguaiana. Con la Celeste vince la Copa America del 1942. Complessivamente disputa con la nazionale uruguagia  34 incontri, con 14 goal.

### Allenatore
Diviene in seguito allenatore. In particolare guida ai mondiali del 1974 la nazionale uruguaiana (qualificata alla rassegna iridata da Hugo Bagnulo): l'avventura termina però già al primo turno e Porta viene sostituito al termine del mondiale da Juan Alberto Schiaffino.

## Statistiche

### Cronologia presenze e reti in nazionale
| Cronologia completa delle presenze e delle reti in nazionale ― Italia | Cronologia completa delle presenze e delle reti in nazionale ― Italia | Cronologia completa delle presenze e delle reti in nazionale ― Italia | Cronologia completa delle presenze e delle reti in nazionale ― Italia | Cronologia completa delle presenze e delle reti in nazionale ― Italia | Cronologia completa delle presenze e delle reti in nazionale ― Italia | Cronologia completa delle presenze e delle reti in nazionale ― Italia | Cronologia completa delle presenze e delle reti in nazionale ― Italia |
| Data                                                                  | Città                                                                 | In casa                                                               | Risultato                                                             | Ospiti                                                                | Competizione                                                          | Reti                                                                  | Note                                                                  |
| --------------------------------------------------------------------- | --------------------------------------------------------------------- | --------------------------------------------------------------------- | --------------------------------------------------------------------- | --------------------------------------------------------------------- | --------------------------------------------------------------------- | --------------------------------------------------------------------- | --------------------------------------------------------------------- |
| 24-11-1935                                                            | Milano                                                                | Italia                                                                | 2 – 2                                                                 | Ungheria                                                              | Coppa Internazionale                                                  | -                                                                     |                                                                       |
| Totale                                                                |                                                                       | Presenze                                                              | 1                                                                     |                                                                       | Reti                                                                  | 0                                                                     |                                                                       |

Argentina

## Palmarès

### Club

#### Competizioni nazionali
- Campionato uruguaiano: 6

Nacional: 1939, 1940, 1941, 1942, 1943, 1946

### Nazionale
- Coppa Internazionale: 1

Italia: Coppa Internazionale 1933-1935
- Coppa America: 1

Uruguay: Uruguay 1942